# أديب أبو علوان
أديب أبو علوان (1943 - 7 ديسمبر 2020) هو كاتب وصحفي وإعلامي فلسطيني. انضم إلى صفوف حركة فتح مبكرا، حيث عمل مع القائد خليل الوزير «أبو جهاد»، كما عمل في مجال الإعلام، وكان رئيسا لفرع الاتحاد العام للكتاب والصحفيين الفلسطينيين في بريطانيا.

## سيرته الذاتية
وُلد في بلدة قومية بقضاء بيسان عام 1943، وهو من أوائل الفلسطينيين من الأراضي المحتلة عام 1948 الذين التحقوا بحركة فتح، حيث انضم إلى صفوف الثورة عام 1969 وشكّل خلايا العمل التنظيمي وعمل مع المؤسس خليل الوزير (أبو جهاد).
هو خريج الجامعة العبرية في القدس، وكان عضو لجنة إقليم حركة فتح في المملكة المتحدة ثم أصبح معتمد الإقليم، وهو رئيس فرع الاتحاد العام للكتاب والصحافيين الفلسطينيين في المملكة المتحدة.
سبق أن نظم مهرجانا فلسطينيا في لندن عام 1982 شارك فيه الشعراء الراحلون سميح القاسم ومحمود درويش ومعين بسيسو، وهو من مؤسسي جمعيات الصداقة والنقابات البريطانية من أجل فلسطين، وعمل صحافيا في صحيفة الشرق الأوسط، كما كان مدير الإنتاج في شبكة إم بي سي، وعمل في البي بي سي وصحيفة القدس المقدسية. وبعدها عاد إلى فلسطين وعمل مديرا عاما لراديو "2000".
توفي أديب أبو علوان في 7 ديسمبر 2020 في لندن.